# Don’t Think About Me
Don’t Think About Me ist ein Lied des Schweizer Sängers Luca Hänni und der Gewinnertitel der neunten Staffel von Deutschland sucht den Superstar. Das von Dieter Bohlen geschriebene Stück ist Hännis Debütsingle und erreichte direkt nach seiner Veröffentlichung am 4. Mai 2012 Platz eins der Charts in Deutschland sowie nach vier Tagen Goldstatus in der Schweiz und verkaufte sich insgesamt über 100.000-mal. Die vom Zweitplatzierten Daniele Negroni gesungene Version des Titels erreichte ebenfalls die Charts. Don’t Think About Me wird mit dem Siegertitel des Vorjahres, Call My Name von Pietro Lombardi verglichen und wegen der großen Ähnlichkeit kritisiert.

## Kommerzieller Erfolg

### Chartplatzierungen
Luca Hänni
| ChartsChartplatzierungen | Höchstplatzierung | Wochen |
| ------------------------ | ----------------- | ------ |
| Deutschland (GfK)        | 1 (8 Wo.)         | 8      |
| Österreich (Ö3)          | 1 (6 Wo.)         | 6      |
| Schweiz (IFPI)           | 1 (6 Wo.)         | 6      |

| ChartsJahrescharts (2012) | Platzierung |
| ------------------------- | ----------- |
| Deutschland (GfK)         | 77          |
| Schweiz (IFPI)            | 48          |

Daniele Negroni
| ChartsChartplatzierungen | Höchstplatzierung | Wochen |
| ------------------------ | ----------------- | ------ |
| Deutschland (GfK)        | 4 (8 Wo.)         | 8      |
| Österreich (Ö3)          | 3 (6 Wo.)         | 6      |
| Schweiz (IFPI)           | 2 (3 Wo.)         | 3      |

### Auszeichnungen für Musikverkäufe
Luca Hänni

| Land/Region    | Auszeichnungen für Musikverkäufe (Land/Region, Auszeichnung, Verkäufe) | Verkäufe |
| -------------- | ---------------------------------------------------------------------- | -------- |
| Schweiz (IFPI) | Gold                                                                   | 15.000   |
| Insgesamt      | 1× Gold ·                                                              | 15.000   |